# Хаваш, Ференц
Ференц Хаваш (венг. Ferenc Havas ; 12 марта 1935, Будапешт — 24 февраля 2007, Будапешт) — венгерский артист балета , хореограф, балетмейстер

. Заслуженный артист ВНР (1973). Народный артист ВНР (1977). Лауреат государственной Премии имени Кошута (1965) и премии имени Ференца Листа (1962).

## Биография
С 12 лет танцевал в Детском балете столичного оперного театра. В 1947—1953 годах обучался в Институте балета у Ф. Надаши.
С 1952 года танцевал в труппе Венгерского оперного театра (с 1953 года — солист). В 1963 году стажировался в Москве в Большом театре.
Первая значительная роль — Йожи («Платочек», 1952, венгерского хореографа Дьюла Харангозо). Среди партий: Зигфрид; Балтавари («Песни Бихари» Кенешшеи), Гирей, Альберт, Ромео, Дезире, Красе, Колен; в постановке балетмейстера Харангозо-Мельник («Треуголка»), Принц («Деревянный принц»), Франц; Лудаш Мати («Лудаш Мати» Сабо), Царевич («Жар-птица»).
В 1960—1964 годах выступал с труппой «Лондон фестивал балле», в 1966 году — в московском Большом театре (партнёр Р. С. Стручковой в балете «Ромео и Джульетта»). Танцевал во многих европейских труппах. В 1974 году — в Большом балете Classique de France.
С 1977 года — балетмейстер. Работал балетмейстером в Рио-де-Жанейро , Штутгарте и Дортмунде.
В 1980-х годах был членом жюри международных балетных конкурсов.
Работал преподавателем в колледже танца, доцент с 1999 года. Был балетмейстером в Венгерском оперном театре, с 1990 года — постоянный член труппы Оперного театра, в 2003 году получил звание «Ведущий артист Венгерской государственной оперы».
Снялся в 5 кинофильмах.

## Награды
- Орден Заслуг (1994)
- Заслуженный артист ВНР (1973)
- Народный артист ВНР (1977)
- Премия имени Ференца Листа (1962)
- Премия имени Кошута (1965)
- «Ведущий артист Венгерской государственной оперы» (2003)
- Gundel Art Award (2006)